# Ň
Ň (minuskule ň) je písmeno latinky. Nazývá se N s háčkem nebo v češtině též "eň". Používá se v češtině, slovenštině, turkmenštině a jižní kurdštině. V češtině a slovenštině se čte jako palatální nazála (ɲ), což je stejná výslovnost jako u chorvatského nj, polského ń, španělského ñ, portugalského nh, francouzského gn a maďarského ny. V turkmenštině a jižní kurdštině se čte jako velární nazála (ŋ), což je stejný foném jako například n ve slově banka.
V češtině existuje také frazém ani ň, který znamená „vůbec nic“. Ani ň je také český název knihy Not even a hint někdejšího amerického pastora Joshuy Harrise.